# Acacia discolor
Acacia discolor é uma espécie de leguminosa do gênero Acacia, pertencente à família Fabaceae.